# Santa Margarida de Vilaltella
Santa Margarida de Vilaltella és una església amb elements romànics i neoclàssics de Perafita (Lluçanès) inclosa a l'Inventari del Patrimoni Arquitectònic de Catalunya.

## Descripció
Església d'una sola nau i antigament coberta amb volta de canó, amb absis semicircular i una finestra, vers a llevant, d'una sola esqueixada. El mur està format per dues construccions perfectament identificables, la primera, romànica, és de pedra lleugerament regulars, de mida mitjana i formant fileres, mentre que la segona és de pedres irregulars. La construcció romànica sembla que queda enfonsada respecta la construcció del segle xviii. Edificada dins del terme del castell de Lluçà, en el lloc de Vilaltella i pertanyent a la parròquia de Sant Pere de Perafita, estava vinculada al Mas Heures.

## Història
Documentada per primera vegada el 1223 com a capella depenent de Sant Pere de Perafita. Modificada al 1825 amb l'aixecament de 2 metres d'alçada els murs de la nau, contraforts del mur de tramuntana i recuperació de la volta que s'havia esfondrat. A aquesta remodelació correspon també la construcció d'una sagristia avui desapareguda, al mur de migjorn i la remodelació de la façana. Fins fa pocs anys aquesta capella es conservava en molt mal estat degut a l'esfondrament de la volta. Ara, però, gràcies a la feina realitzada per la gent de Perafita s'ha fet la teulada nova i refet l'aspecte de l'edifici. Anualment s'hi celebra un aplec.